# Flor de Maroñas
Flor de Maroñas es un barrio del sureste Montevideo. 

## Características
Es una zona que se caracteriza por las industrias, en especial por la calle Veracierto. Podemos encontrar industrias relacionadas al sector automotor, metalúrgicas, curtiembres, textil, logística. Como ejemplo podemos mencionar a la planta de distribución de la compañía Ta-Ta.
También se encuentran diversas cooperativas de vivienda que llevaron a una reconfiguración geográfica y social del barrio. Estas viviendas se suman a las que ya estaban y que en su mayoría pertenecían a los obreros de las industrias ubicadas en la zona. Un ejemplo de cooperativa de vivienda es el Covine 5 ubicada sobre Camino Maldonado.
También se destaca por contar con una gran cantidad de clubes de baby fútbol donde los niños muestran sus habilidades deportivas.
En esta zona, se encuentra además la sede de la Dirección Nacional de la Policía Caminera y uno de los principales intercambiadores de transporte público de Montevideo, el Intercambiador Belloni. Es en este barrio donde también se encuentra una misteriosa casona, Villa Justina, que fuera propiedad del general Esteban Pollo, en esta casona se encuentra una misteriosa águila en su fachada, la cual junto con la historia de la residencia conforman un sinfín de historias urbanas y mitos que motivaron que a la misma se le dedicara un capítulo del programa Voces Anónimas de Teledoce.    

## Barrios límites
Los barrios aledaños a Flor de Maroñas son: Villa Española, Parque Guaraní, Vista Linda, Jardines del Hipódromo, Ituzaingó y Maroñas.

## Avenidas

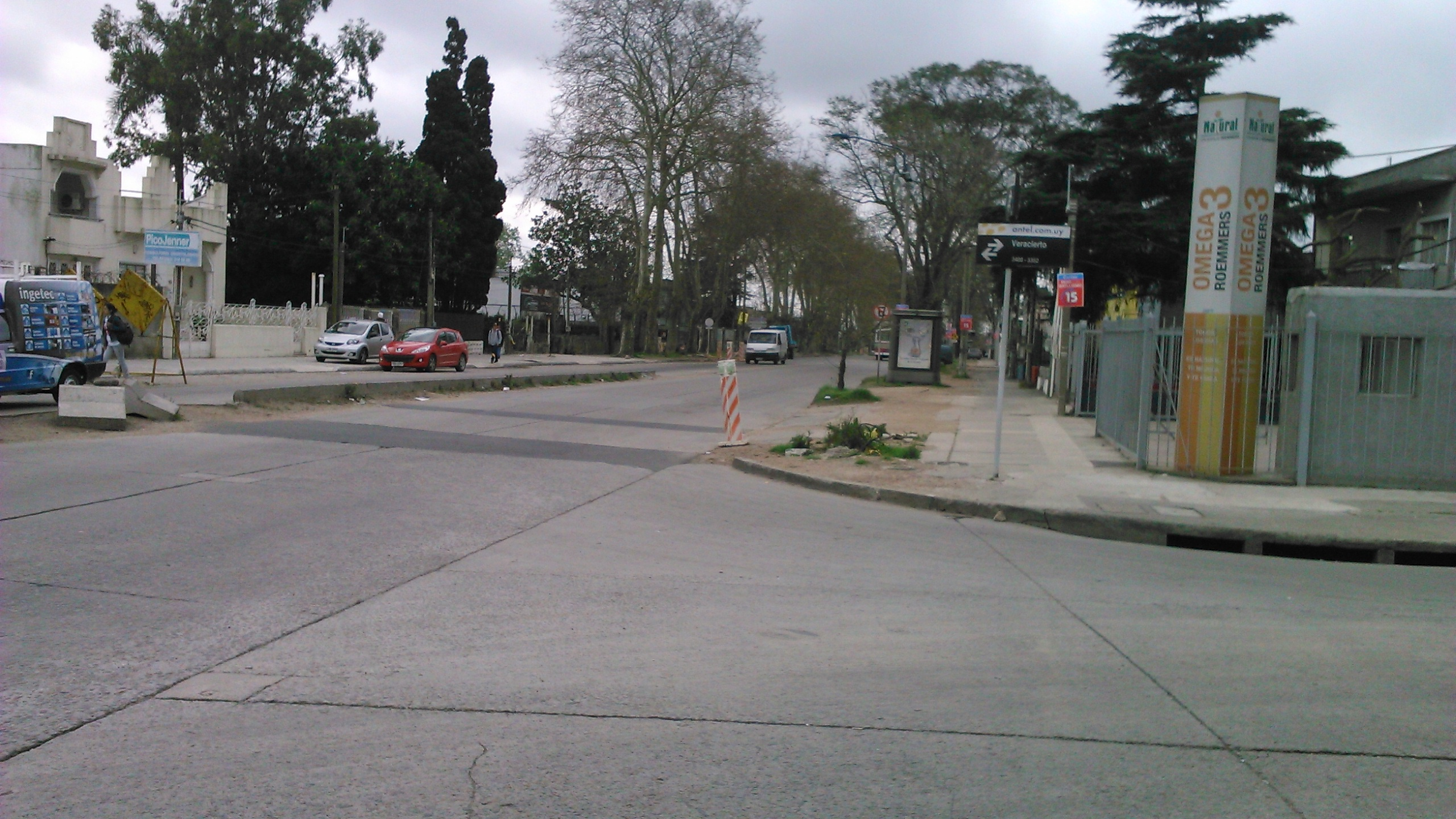
Uno de los límites de Flor de Maroñas, el clásico cruce de Veracierto y Camino Maldonado.

Es un barrio que se encuentra cercano a varias avenidas e importantes corredores de transporte como la
Avenida 8 de octubre, la cual es una de las avenidas más transitadas de Montevideo, y que tiene entradas para otros puntos del país, por ejemplo Ruta 8 que une a Minas y la Ruta 7. También se une con la Avenida 18 de julio, que conduce hacia el Centro.
Avenida José Belloni, la que comienza en 8 de octubre, uniendo barrios como Jardines del Hipódromo,  Piedras Blancas y Manga.
También cuenta con Camino Maldonado que abarca desde la Avenida José Belloni y Veracierto hacia Punta Rieles, donde inicia la ruta nacional 8. 

## Espacios públicos
Este barrio cuenta con una cantidad variada de plaza y espacios públicos. Uno de ellos la plaza Huelga General de 1973 en el Intercambiador Belloni, una plaza inaugurada en los años noventa y reconstruida tras la construcción del mencionado intercambiador, la nueva plaza fue inaugurada el 29 de noviembre de 2016. Se ubica en la manzana delimitada por 8 de octubre, Avenida Belloni, Juan Jacobo Rousseau y Vicenza.   
La plaza Flor de Maroñas, es otro punto importante del barrio, ubicada en Rubén Darío esquina Del Fuerte. En la misma plaza se encuentran el Teatro de verano, la policlínica y el Centro Cultural Crece, estos gestionados por la Comisión de Teatro y Plaza Flor de Maroñas. Es característico en verano que dicho teatro sea sede de un tablado barrial, cuya recaudación permite sostener la policlínica y el teatro durante todo el año.
Enfrente a la plaza se encuentran las escuelas  número 173 y 196.
 También se ubican en las inmediaciones la escuela número 181 maestra Elena Quinteros y la escuela 279, el barrio cuenta además con una Escuela Técnica (UTU), ubicada en la calle Andrés Latorre, allí se encontraba años atrás una fábrica de corchos, que funcionó hasta 1972, siendo adquirida  por la Universidad del Trabajo del Uruguay para instalar la actual escuela, también funciona un anexo de la misma (UTU)  en la intersección de Cochabamba y Sebastopol.

## Transporte
Además de encontrarse el principal punto de intercambio de transporte urbano, son muchas las líneas de transporte que conectan este punto, o que tienen al mismo cómo destino. Además del transporte mediante ómnibus, entre los años 1878 y 1938, funcionó el hasta el momento único servicio de ferrocarriles urbanos en Montevideo, el mismo llamado coloquialmente como ferrocarril de los Patos conectaba el Cordón con el barrio Jardines del Hipódromo (en aquel entonces todavía conocido como Maroñas) circulando sobre las calles Avellaneda, Smidel y Santa Lucía en Flor de Maroñas. Además por su cercanía con la Estación Unión de Tranvías la Sociedad Comercial de Montevideo instaló una usina de generación de energía. 
Posteriormente se instalarían allí la sede de la Compañía de Ómnibus Línea A, empresa antecesora de la Compañía Uruguya del Transporte Colectivo, quien instaló los principales talleres y resguardo de las unidades, hasta su traslado hacia la calle Veracierto. En los años sesenta la Cooperativa de Obreros y Empleados del Transporte instalaría allí sus talleres y garajes centrales.